# クルホリ峠
クルホリ峠（グルジア語: კლუხორის უღელტეხილი、グルジア語ラテン翻字: Klukhoris ugheltekhili）あるいはクルホル峠（ロシア語: Клухорский перевал）は、主コーカサス山脈にある峠。スフミ軍用大道路が通っている。標高は2,781メートル、峠区間の長さは45キロメートル。ブロックハウス・エフロン百科事典には「コドリ渓谷沿いには、コーカサス山脈を越える岩だらけの道——クリホル峠がある。この道路はスフミとチェルケスクをつないでいる」との記載がある。峠の北側には北クルホル川が、南側にはクリチ川が流れている。

## 交通

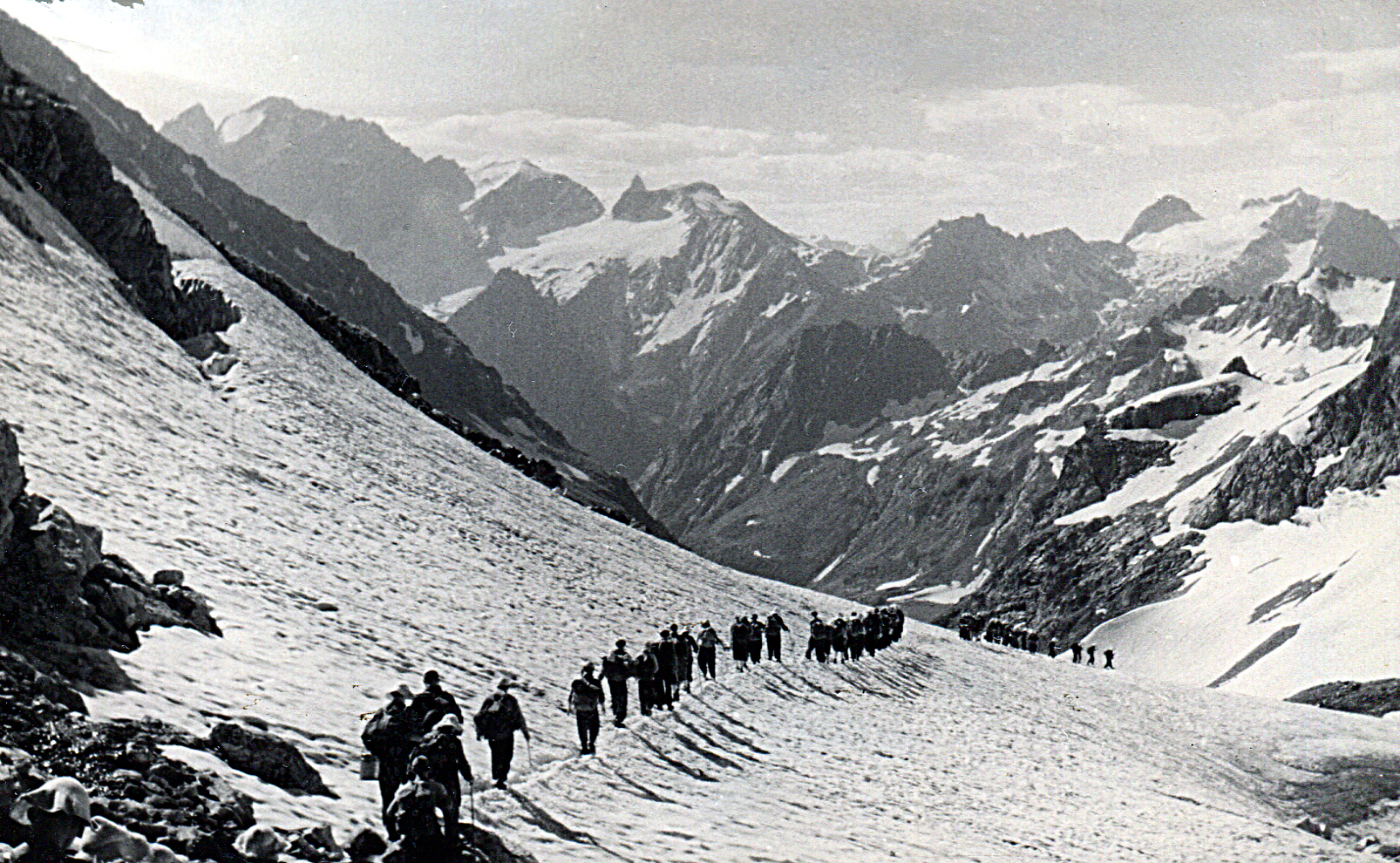
1958年のクルホリ峠

クルホリ峠はスフミ軍用大道路の中で最も標高が高い地点である。クルホリ峠の区間を車で移動することは困難であり、峠越えができるかどうかは天候次第である。冬の時期は頻繁に吹き溜まりが発生する。

## 歴史
1942年8月、クルホリ峠の鞍部ではソビエト連邦の赤軍第394ライフル師団第85ライフル連隊の第1大隊が防衛の任務に就いていたが、1942年8月15日にナチス・ドイツの陸軍第1山岳猟兵師団『エーデルワイス』の部隊が進攻しクルホリ峠を占領した（エーデルワイス作戦）。これによりドイツ陸軍の勢力はスフミ軍用大道路に沿って大きく前進した。しかしながらドイツ陸軍は峠の南側斜面において有利な位置を確保することができず、ドイツ第6軍がスターリングラード攻防戦で壊滅後、ナチス・ドイツは北コーカサスから撤退した。クルホリ峠は1943年1月にファシストから完全に解放された。
1992年から1993年にかけてのアブハジア戦争の間、スフミ軍用大道路は完全封鎖された。

## 気候
クルホリ峠の地域は高山気候であり、湿度が高く寒冷である。1月の平均気温は氷点下5.2度、7月の平均気温は13.3度であり、年平均気温は3.9度である。月降水量が最も多いのは10月の220ミリメートル、最も少ないのは2月の113ミリメートルである。年間の降水量は1,845ミリメートルである。
| クリホル峠（1991年–2020年）の気候 | クリホル峠（1991年–2020年）の気候 | クリホル峠（1991年–2020年）の気候 | クリホル峠（1991年–2020年）の気候 | クリホル峠（1991年–2020年）の気候 | クリホル峠（1991年–2020年）の気候 | クリホル峠（1991年–2020年）の気候 | クリホル峠（1991年–2020年）の気候 | クリホル峠（1991年–2020年）の気候 | クリホル峠（1991年–2020年）の気候 | クリホル峠（1991年–2020年）の気候 | クリホル峠（1991年–2020年）の気候 | クリホル峠（1991年–2020年）の気候 | クリホル峠（1991年–2020年）の気候 |
| 月                                | 1月                               | 2月                               | 3月                               | 4月                               | 5月                               | 6月                               | 7月                               | 8月                               | 9月                               | 10月                              | 11月                              | 12月                              | 年                                |
| --------------------------------- | --------------------------------- | --------------------------------- | --------------------------------- | --------------------------------- | --------------------------------- | --------------------------------- | --------------------------------- | --------------------------------- | --------------------------------- | --------------------------------- | --------------------------------- | --------------------------------- | --------------------------------- |
| 最高気温記録 °C （°F）            | 12.6 (54.7)                       | 11.6 (52.9)                       | 16.1 (61)                         | 20.0 (68)                         | 23.7 (74.7)                       | 27.2 (81)                         | 36.9 (98.4)                       | 31.4 (88.5)                       | 31.0 (87.8)                       | 23.3 (73.9)                       | 16.8 (62.2)                       | 12.8 (55)                         | 36.9 (98.4)                       |
| 平均最高気温 °C （°F）            | −1.1 (30)                         | 0.1 (32.2)                        | 3.4 (38.1)                        | 7.8 (46)                          | 12.9 (55.2)                       | 17.6 (63.7)                       | 20.8 (69.4)                       | 21.0 (69.8)                       | 16.6 (61.9)                       | 11.8 (53.2)                       | 4.6 (40.3)                        | 0.8 (33.4)                        | 9.69 (49.43)                      |
| 日平均気温 °C （°F）              | −5.0 (23)                         | −4.6 (23.7)                       | −1.5 (29.3)                       | 2.8 (37)                          | 7.3 (45.1)                        | 11.1 (52)                         | 13.8 (56.8)                       | 13.7 (56.7)                       | 9.9 (49.8)                        | 5.9 (42.6)                        | 0.1 (32.2)                        | −2.9 (26.8)                       | 4.22 (39.58)                      |
| 平均最低気温 °C （°F）            | −8.3 (17.1)                       | −8.3 (17.1)                       | −5.4 (22.3)                       | −1.2 (29.8)                       | 2.7 (36.9)                        | 5.8 (42.4)                        | 7.9 (46.2)                        | 8.0 (46.4)                        | 4.9 (40.8)                        | 1.8 (35.2)                        | −3.2 (26.2)                       | −6.2 (20.8)                       | −0.12 (31.77)                     |
| 最低気温記録 °C （°F）            | −27.6 (−17.7)                     | −25.0 (−13)                       | −23.1 (−9.6)                      | −18.1 (−0.6)                      | −9.3 (15.3)                       | −6.2 (20.8)                       | −0.8 (30.6)                       | −0.4 (31.3)                       | −5.1 (22.8)                       | −16.7 (1.9)                       | −18.6 (−1.5)                      | −22.3 (−8.1)                      | −27.6 (−17.7)                     |
| 雨量 mm （inch）                  | 133 (5.24)                        | 105 (4.13)                        | 143 (5.63)                        | 154 (6.06)                        | 153 (6.02)                        | 137 (5.39)                        | 135 (5.31)                        | 129 (5.08)                        | 176 (6.93)                        | 219 (8.62)                        | 169 (6.65)                        | 136 (5.35)                        | 1,789 (70.41)                     |
| 出典：Погода и климат             |                                   |                                   |                                   |                                   |                                   |                                   |                                   |                                   |                                   |                                   |                                   |                                   |                                   |

## 動植物
クルホリ峠ではソビエトオナガネズミ（ラテン語: Sicista kluchorica）が広く生息している。この小さなネズミは、分類学上は一般的なネズミとは異なる科に属している。
この地域には固有種のスゲ「Carex oreophila」が生育している。

## 芸術
ジョージアの画家エレネ・アフヴレディアニによる絵画『クルホリ峠でコーカサスの防衛を組織するベリア』にて、クルホリ峠が描かれている。